# Ascidia trunca
Ascidia trunca är en sjöpungsart som beskrevs av Enrico Adelelmo Brunetti 2007. Ascidia trunca ingår i släktet Ascidia och familjen Ascidiidae. Inga underarter finns listade i Catalogue of Life.